# 富民路
富民路是中華人民共和國上海市静安區和徐汇区的一條南北走向道路，道路北起延安中路，南至东湖路，全长625米，宽度為15米至17米，道路始建於中華民国2年（1913年），路名最初為古拔路（Rue Amiral Courbet），路名來自於法国海军中将孤拔。中華民国32年（1943年）道路更名為富民路，路名來自於雲南省昆明市富民縣。道路沿途有華東模範中學。